# Gimnasio Pedro Elías Belisario Aponte
El Gimnasio Pedro Elías Belisario Aponte es un domo o gimnasio cubierto multiusos ubicado en la ciudad de Maracaibo específicamente en la Avenida 25 con Prolongación Circunvalación 2, con Avenida 5 de Julio, en el estado Zulia al occidente de Venezuela. Es una instalación deportiva de propiedad pública administrada por el Instituto Nacional de Deportes (IND), que es usada comúnmente por el equipo Gaiteros del Zulia y Brillantes del Zulia, como su sede dentro de la Superliga de Baloncesto de Venezuela y también es usada por Santa Bárbara del Zulia, equipo profesional de fútbol sala que hace vida en la Liga FUTVE Futsal 1, máxima categoría del fútbol sala en Venezuela. Posee sillería, camerinos, aire acondicionado, salas sanitarias, áreas administrativas y pizarra electrónica. ha sido usada para la práctica de Baloncesto, voleibol, fútbol sala y otros deportes pero también para actos culturales, políticos, religiosos y la inauguración anual de los Juegos Internos del Colegio Luso Venezolano. El recinto fue bautizado así en honor de un dirigente 
deportivo venezolano, Pedro Elías Belisario Aponte exaltado al Salón de la Fama del Deporte Venezolano en 1991.